# Amblyptilia incerta
Amblyptilia incerta là một loài bướm đêm thuộc họ Pterophoridae. Nó được tìm thấy ở Madagascar.